# Pampāļu pagasts
Pampāļu pagasts er en territorial enhed i Saldus novads i Letland. Pagasten etableredes i 1922, havde 813 indbyggere i 2010 og omfatter et areal på 122,24 kvadratkilometer. Hovedbyen i pagasten er Pampāļi.